# 偽クレーター

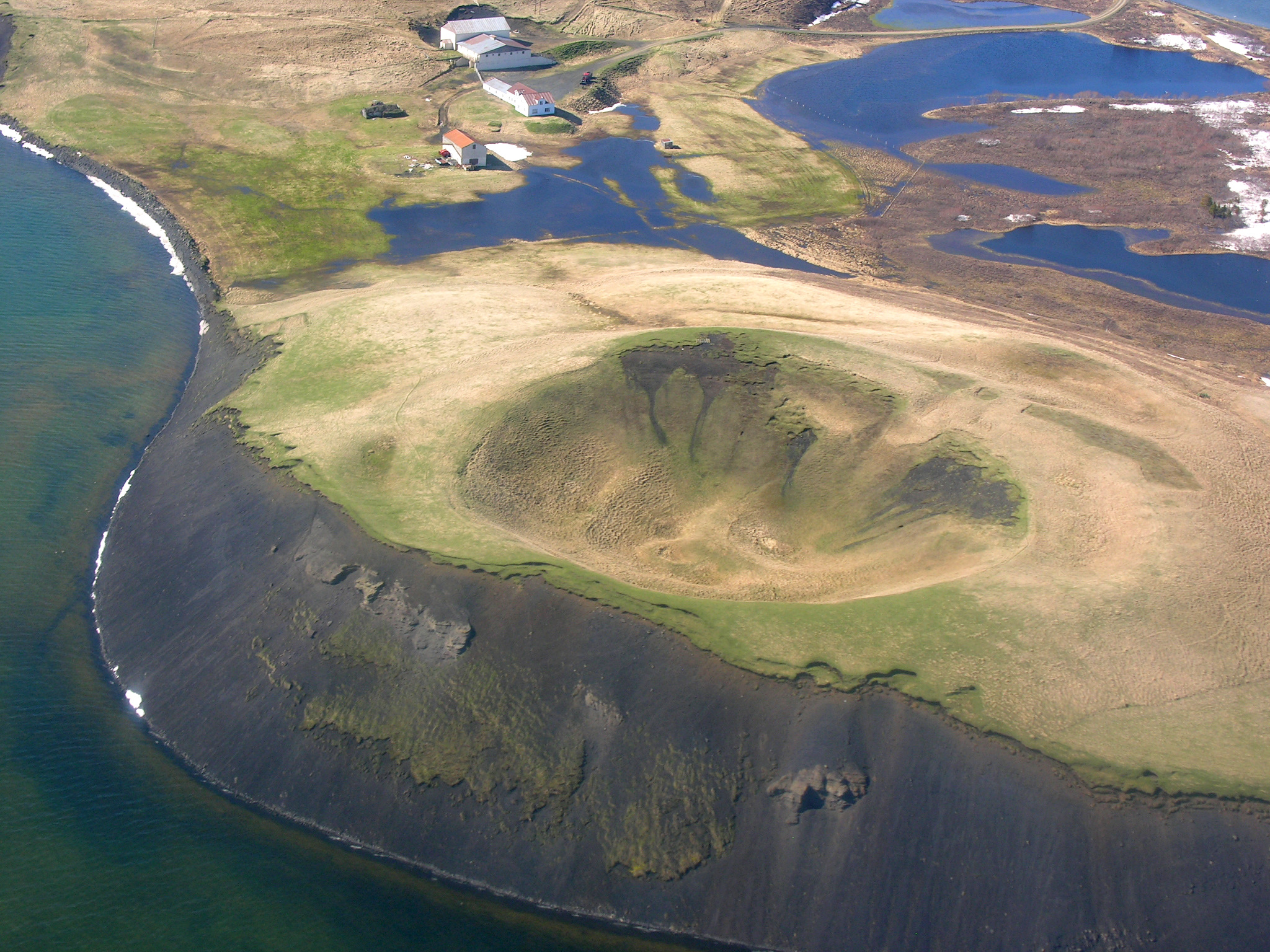
アイスランドのミーヴァトン湖にある偽クレーターの1つ

偽クレーターまたは偽火口（にせクレーター、にせかこう、英語：pseudocrater）とは、本物の火口に似た火山地形である。溶岩の実際の噴出口ではない点が本物とは異なる。地球内部に繋がる火道がないため、「根なしコーン（円錐）」（rootless cones）とも呼ばれる。
偽クレーターは、熱い溶岩流が沼地や湖あるいは池のような水分のある地表を通る際に生じる水蒸気爆発によって形成される。爆発性ガスは地下水の水蒸気爆発と同じように溶岩表面を砕き、テフラ（火山灰）が本物の火口と非常によく似たクレーターのような形状を形成する。
有名な偽クレーターはアイスランドで見つかっている：ミーヴァトン湖（Skútustaðagígar）にある複数のクレーター、首都レイキャヴィク地域にあるRauðhólar、アイスランド南東部のLandbrotshólarなど。また、偽クレーターは火星のアサバスカ渓谷でも発見された。溶岩流が岩石の下の地下水を過熱してできたと考えられている。
2010年3月、エイヤフィヤトラヨークトルの最初の噴火に伴う水蒸気爆発の際、火山学者は歴史上初めて偽クレーターの形成を観測した。

## 画像

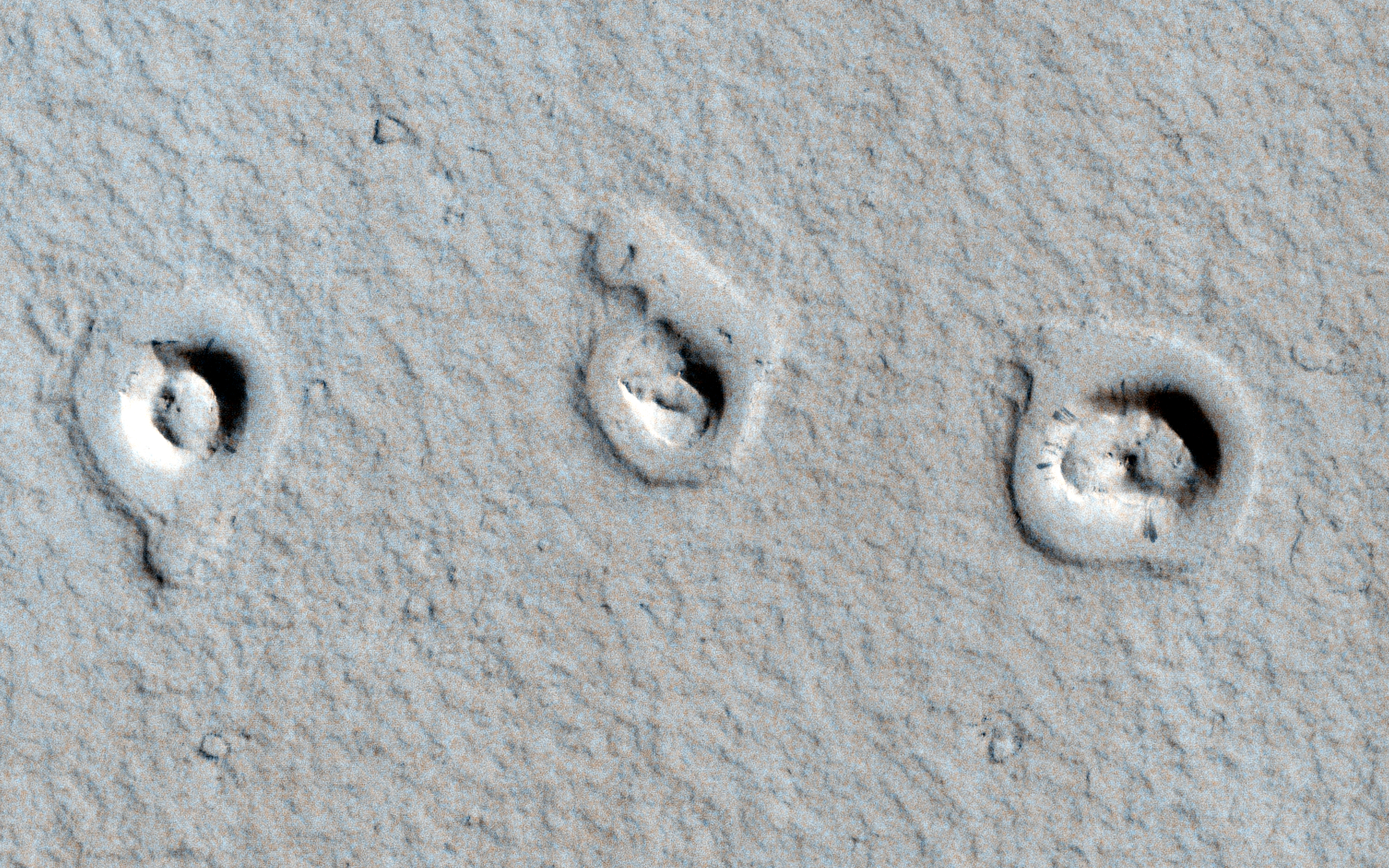
火星の「根なしコーン」 - 溶岩流が水に接触して形成された。（MRO, January 4, 2013）（北緯21度57分54秒 東経197度48分25秒 / 北緯21.965度 東経197.807度）
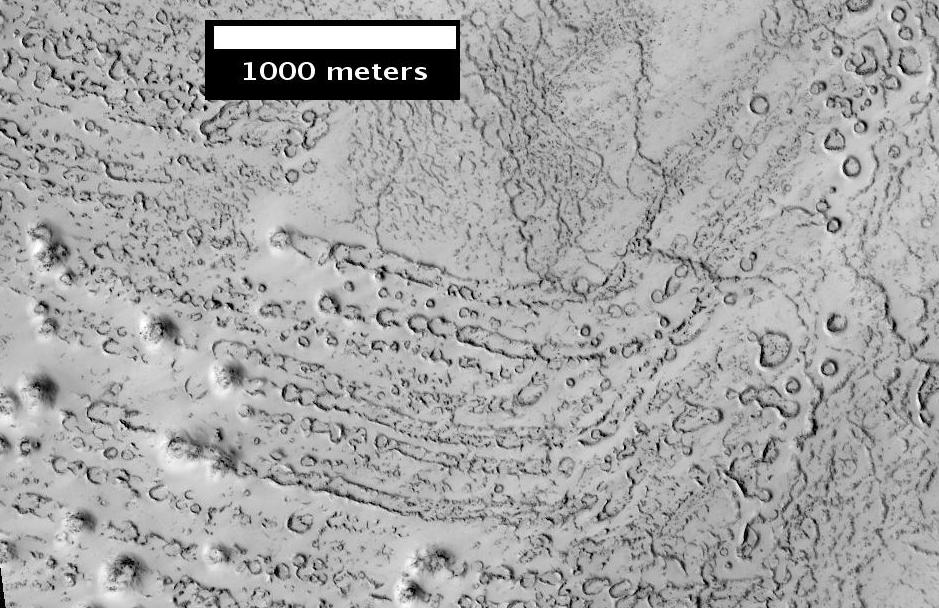
火星の「根なしコーン」（MRO, January 4, 2008） （北緯25度54分36秒 東経173度45分36秒 / 北緯25.910度 東経173.760度）